# 乌曼斯克
乌曼斯克（羅馬化：Umanske），又譯烏曼斯凱，或按俄语译作乌曼斯科耶（俄语：Уманское），是乌克兰顿涅茨克州波克罗夫斯克区奥切列季涅市镇的村庄。
该村于2024年5月被俄罗斯武装力量占领。